# 希瑟·麦克莱恩
希瑟·麦克莱恩（英語：Heather McLean，1993年1月4日—），加拿大女子速度滑冰运动员，她曾获得2019年世界单程距离速度滑冰锦标赛女子团体竞速赛银牌，她也曾参加2018年和2022年冬季奥林匹克运动会。